# Novavax
Novavax Inc. är ett börsnoterat amerikanskt läkemedelsföretag, som utvecklar vacciner. Det grundades 1987 och har sitt huvudkontor i Gaithersburg i Maryland i USA och verksamhet också i Rockville i Maryland och Uppsala. 
Novavax köpte 2013 det 1999–2000 grundade svenska läkemedelsutvecklingsföretaget Isconova AB i Uppsala.
Novavax utvecklar NanoFlu som ett effektivare influensavaccin än de som är i marknaden 2020 och fick i januari 2020 "fast track"-tillstånd av amerikanska Food and Drug Administration.

## Vaccin mot covid-19
I maj 2020 fick Novavax 384 miljoner amerikanska dollar av Coalition for Epidemic Preparedness Innovation för finansiering av fas I-studier av företagets kandidat till vaccin mot covid-19, NVX-CoV2373, samt för att förbereda storskalig tillverkning i det fall att vaccinet visar fungera bra. Koalitionen hade tidigare i mars anslagit 4 miljoner amerikanska dollar till Novavax.
I juli 2020 fick Novavax 1,6 miljarder amerikanska dollar av amerikanska staten för utveckling av denna vaccinkandidat.
Under sommaren 2021 tecknade EU avtal för 200 miljoner doser covidvaccin med leverans 2022-2023 varav Sverige har ett förköpsavtal på 2,2 miljoner doser. NVX-CoV2373 (handelsnamn Nuvaxovid) är ett proteinvaccin, och är tänkt att vara ett komplement till de mRNA-vaccin som använts vid vaccinering mot covid under våren 2021.